# ITV電視馬拉松
ITV電視馬拉松（ITV Telethons）是英國獨立電視網在1988、1990、1992年播出過的一個電視馬拉松節目，時長達27小時，由Michael Aspel主持。在1980年和1985年，泰晤士電視就製作過類似節目。由於1990年和1992年的電視馬拉松受到殘障人士抗議，該節目自1992年後未有再製作。